# Nádia Taquary
Nádia Taquary (Salvador, 1967) é uma artista visual e escultora brasileira indicada ao prêmio PIPA em 2024. Sua obra lida com questões do feminismo negro e da ancestralidade africana.

## Educação e carreira
Nádia Taquary nasceu em Salvador e foi criada em Valença, ambas cidades da Bahia. Desde jovem desenvolveu interesse pela joalheria através da oficina de seu pai, nos fundos de casa, onde a artista já produzia brincos e colares, elementos que continuarão em sua produção artística. Sua formação acadêmica se deu dentro do campo da linguagem e da estética, tendo se graduado em Literatura pela Universidade Católica do Salvador em 1991 e se especializado em Educação Estética, Semiótica e Cultura, pela Universidade Federal da Bahia em 2001.
Em 2019, a artista foi selecionada para desenvolver um projeto solo pelo The55Project, iniciativa que busca difundir a arte brasileira em ambiente internacional. No contexto desta ação, passou três semanas em residência artística no Bakehouse Art Complex, em Miami, trabalhando na instalação Orikí: Bowing to the Head, desenvolvida com a curadoria de Jennifer Inacio. A ação culminou com uma exposição internacional e com parte dos trabalhos de Taquary adquiridos para compor os acervos do PAMM (Pérez Museu de Arte de Miami) e do MAD Museum (Museu de Artes e Design) em Nova Iorque.
Sua obra explora a valorização da cultura afrodiáspórica e o misticismo conectado às tradições afro-brasileiras. A artista atribui seu interesse por essa temática à cidade onde nasceu, Salvador, ambiente rico em manifestações culturais ligados à tradição africana. Reconectar-se com essa parte de sua vida foi uma maneira de Taquary reconhecer a herança africana, negar o racismo e demarcar o posicionamento político de seu trabalho artístico.
São elementos comuns em sua obra madeira, ouro, prata, miçangas, búzios e outros materiais conectados à reflexão sobre o colonialismo e às religiões de matrizes africanas.
Nádia Taquary se debruça sobre a beleza da joalheria crioula, a ourivesaria colonial e os balangandãs das mulheres escravizadas. Tais objetos buscam explicitar o encontro entre a opressão e a esperança de liberdade, sendo lidos como elemento de resistência da herança africana. Tal perspectiva foi amplamente explorada nas exposições Balangandã, uma poética da esperança, de 2013/2024 e Oriki, saudação à cabeça, de 2016. Esta última é composta por adornos de cabeça e experimentações com espelhos, em conexão com uma tradição oral de matriz africana.
A exposição individual Ònà Irin: Caminho de Ferro traz não só elementos ligados à joalheria de origem africana, mas esculturas femininas de caráter fantástico, como mulheres de corpos metamorfoseados, com asas, escamas, caldas, penas, meio pássaras, meio peixe, etc.; reforçando a conexão da artista com a religiosidade e ancestralidade de origem africana. A questão mítica relacionada ao feminino é amplamente abordada pela artista. Na mostra Ìyàmì, de 2021, conecta tal interesse com uma investigação dos ìtàns, relatos míticos que conectam divindades à potencialidade do feminino dentro da cultura Nagô.

## Exposições internacionais
- 2024: 24ª Bienal de Sydney, Sydney, Austrália.[3]
- 2024: Craft Front & Center, MAD Museum (Museu de Artes e Design), Nova Iorque, EUA.[10]
- 2023: The Precious Life of a Liquid Heart, Institute for Studies on Latin American Art, Nova Iorque, EUA.[1]
- 2019: Oriki, bowing to the head, Bakehouse Art Complex, Miami, EUA.[1]
- 2017: Axé Bahia: The Power of Art in an Afro-Brazilian Metropolis, Foweler Museum, Los Angeles, EUA.[1]
- 2016: Crioula, Galerie Agnès Monplaisir, Paris, França.[1]
- 2015: Balangandã, uma poética da esperança, Galerie Agnès Monplaisir, Paris, França.[1]

## Exposições coletivas
- 2025-2026: 36ª Bienal Internacional de São Paulo, Fundação Bienal de São Paulo.[17]
- 2025: Entre o Aiyê e o Orum, Caixa Cultural São Paulo.[18]
- 2024-2025: Artistas do vestir: uma costura dos afetos, Itaú Cultural.[19]
- 2024-2025: Dos Brasis – Arte e Pensamento Negro, Centro Cultural Sesc Quitandinha (CCSQ).[20]
- 2023-2024: Um defeito de cor, Museu Nacional da Cultura Afro-Brasileira (Muncab).[21]
- 2023: Invenção dos Reinos, Oficina Francisco Brennand, Recife.[1]
- 2023: Ayrson Heráclito e Nádia Taquary, Sp-Arte Rotas Brasileiras.[1]
- 2023: Dos Brasis, Sesc Belenzinho, São Paulo.[1]
- 2023: Brasil Futuro: as formas da democracia, Solar Ferrão.[1]
- 2023: Bordar e cuidar: artistas mulheres costuram as pontas do mundo, Arte 132 Galeria, São Paulo.[1]
- 2023: Um oceano para lavar as mãos, Centro Cultural Sesc Quitandinha, Petrópolis.[1]
- 2022: Mapa da Estrada: novas obras no Acervo da Pinacoteca de São Paulo, Pinacoteca de São Paulo (Pina_).[22]
- 2022: Coleção MAR + Enciclopédia Negra, Museu de Arte do Rio (MAR).[1]
- 2022: Um defeito de cor, Museu de Arte do Rio (MAR).[1]
- 2022: Encruzilhada, Museu de Arte Moderna da Bahia (MAM-BA).[1]
- 2021-2022: Crônicas Cariocas, Museu de Arte do Rio (MAR).[23]
- 2021: Enciclopédia Negra, Pinacoteca de São Paulo (Pina_).[24]
- 2019: Nádia Taquary e Ayrson Heráclito, Galeria Leme.[25]

- 2019: Entre o Aiyê e o Orun, Caixa Cultural Salvador.[1]
- 2019: Ounje – Alimento dos Orixás, Sesc Ipiranga, São Paulo.[1]
- 2019: Kauris, Goethe-Institut, Salvador.[1]
- 2019: Vértice, Museu de Arte Moderna da Bahia (MAM-BA).[1]

- 2018: Mulheres na coleção MAR, Museu de Arte do Rio (MAR).[1]
- 2018: Histórias Afro-Atlânticas, Museu de Arte de São Paulo (MASP) e Instituto Tomie Ohtake.[1]
- 2016: Só cabeças, Museu de Arte Moderna da Bahia (MAM-BA).[1]
- 2015: Tempo e Linguagens, Paulo Darzé Galeria de Arte, Salvador.[1]

- 2014-2015: Do Valongo à Favela: imaginário e periferia, Museu de Arte do Rio (MAR).[26]
- 2014: Museu Imaginário do Nordeste, Centro Cultural Hansen Bahia, Departamento do Pós-Racialismo (Religiosidade, Pertencimento, Corporeidade) Seção: Áfricas e III Bienal da Bahia Cachoeira.[1]
- 2012: O Fim do Mundo, Galeria Fulô, Trancoso.[1]
- 2011: A Bahia tem…, Galeria Fulô, Trancoso.[27]

## Exposições individuais
- 2025: Ònà Irin: Caminho de Ferro,  Museu Nacional da Cultura Afro-Brasileira (Muncab).[28][14][29]
- 2023-2024: Ònà Irin: Caminho de Ferro, Museu de Arte do Rio (MAR).[30]

- 2021: Ìyàmì, Paulo Darzé Galeria.[1]
- 2016: Oriki, Saudação à Cabeça, Espaço 321 Jacarandá.[12]
- 2013-2014: Balangandã, uma poética da esperança, Museu de Arte da Bahia (MAB).[31]
- 2010: A Bahia tem…, Museu Carlos Costa Pinto.[1]

## Reconhecimentos
- 2024: Indicação ao Prêmio PIPA[1]
- 2024: Participação na feira internacional Art Basel edição Miame Beach.[32]
- 2019: Selecionada para o projeto solo do The55Project, o que culminou em três semanas de residência artística no Bakehouse Art Complex, em Miami, e trabalhos incorporados no acervo do PAMM (Pérez Museu de Arte de Miami) e do MAD (Museum of Art and Design).[6]